# La Machine (productiemaatschappij)

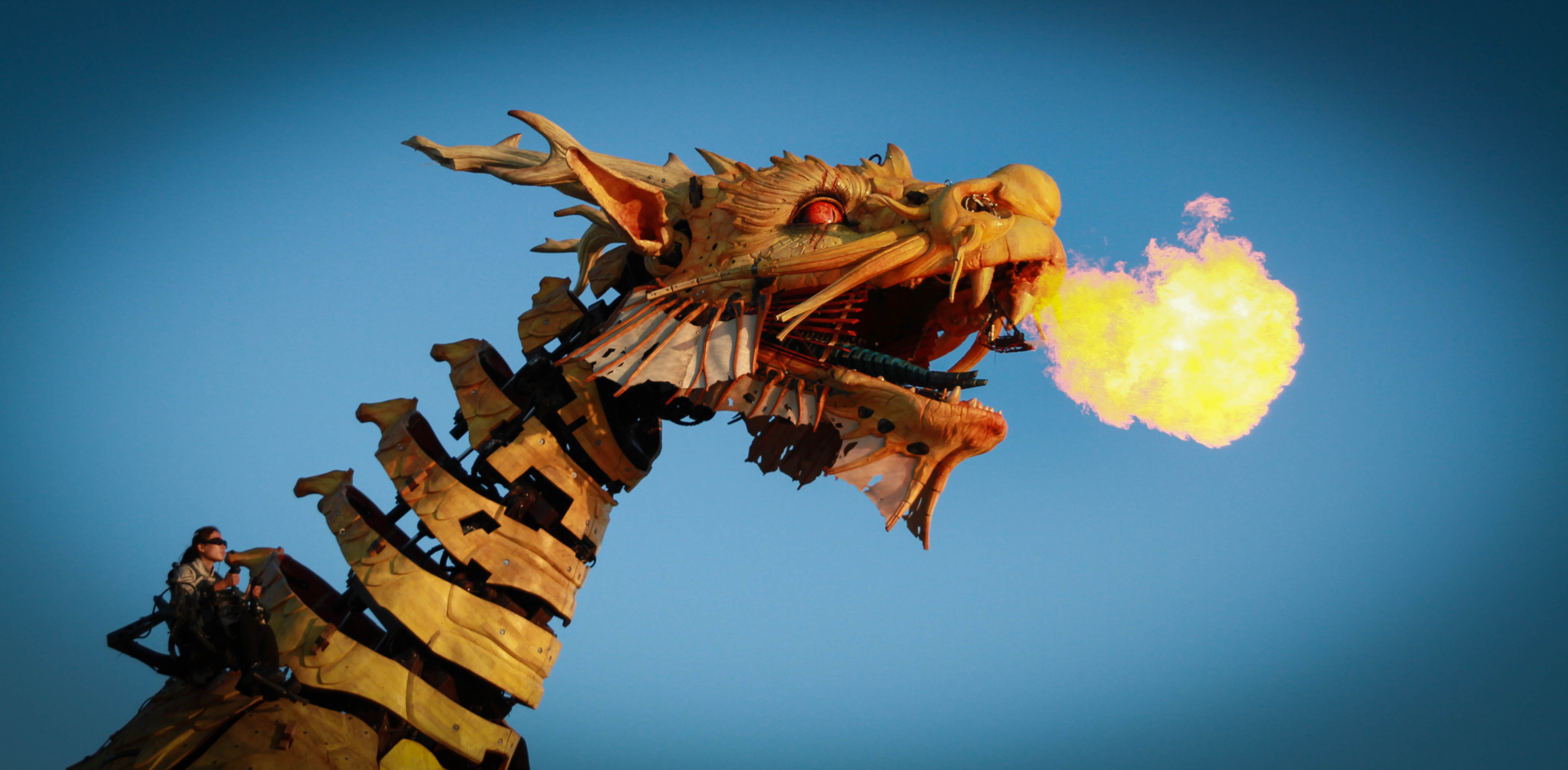
Le cheval-dragon Long Ma (La Machine)

La Machine is een Frans productiemaatschappij gevestigd in Nantes, dat beroemd is om onder andere La Princesse, een 50-foot mechanische spin gebouwd in Nantes. La Machine is in 1999 opgericht en wordt geleid door François Delarozière en is gespecialiseerd in straattheater en performance art.

## Achtergrond
De groep is ontstaan uit de samenwerking tussen kunstenaars, podiumontwerpers, fabrikanten en technici en wordt geleid door Delarozière, artistiek directeur en maker van La Princesse . La Machine staat bekend om buitengewone theatrale machines, permanente installaties en ook eigen theatrale producties. La Machine heeft een eigen werkplaats in Nantes waar men ook werkt aan het culturele, toeristische en artistieke project: Les Machines de l’île. 
Een voorbeeld van een mechanische constructie gebouwd door La Machine is de spin Kumo. Deze spin is in ruststand zes meter hoog en in beweging wordt het wel dertien meter hoog. De machine wordt bestuurd door zestien personen en maakt gebruik van speciale effecten als het uitstoten van waterdamp (symbolisch voor gif).
La Machine creaties worden wereldwijd gebruikt, vaak bij speciale gelegenheden, o.a in Liverpool (Culturele Hoofdstad van Europa), Peking (Jubileum van Frans-Chinese diplomatieke banden), Ottawa (150ste verjaardag van de Canadese Confederatie) en Yokohoma (150ste verjaardag van de haven).

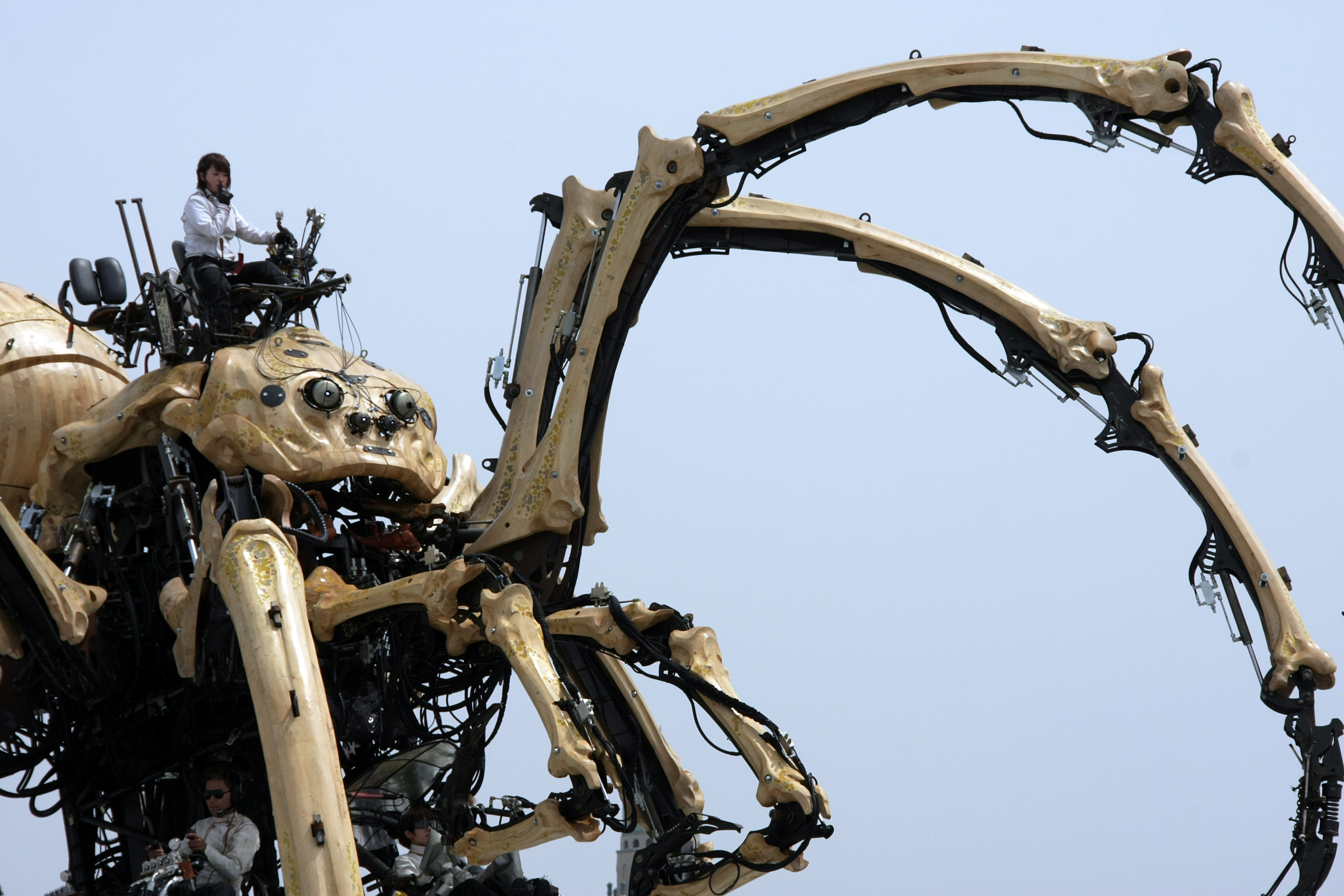
Optreden in Yokohama in 2009

## Bekende projecten
- Les Mécaniques Savantes (2 gigantische spinnen)
- La Symphonie Mécanique (symfonische workshop)
- Le Grand Répertoire des Machines (rondreizende tentoonstelling)
- L’Esprit du Cheval Dragon (het drakenpaard)(Long Ma)